# Andreas Waldetoft
Andreas Waldetoft är en frilanskompositör, vars mest kända verk är för Paradox Interactive. Hans soundtracks inkluderar Victoria 2, Europa Universalis 3, Crusader Kings II, Europa Universalis IV, Hearts of Iron IV, Stellaris och Crusader Kings III.